# حاجي أباد (نازلو)
حاجي أباد هي قرية في مقاطعة أرومية، إيران. عدد سكان هذه القرية هو 378 في سنة 2006.